# Lycostomus honestus
Lycostomus honestus is een keversoort uit de familie netschildkevers (Lycidae). De wetenschappelijke naam van de soort werd in 1885 gepubliceerd door Jules Bourgeois.